# Ophrys araneola
 Ophrys araneola Rchb.  es una especie de orquídeas monopodiales y terrestres del género Ophrys de la subtribu Orchidinae de la  familia Orchidaceae. Es la llamada Orquídea pequeña araña. 

## Descripción

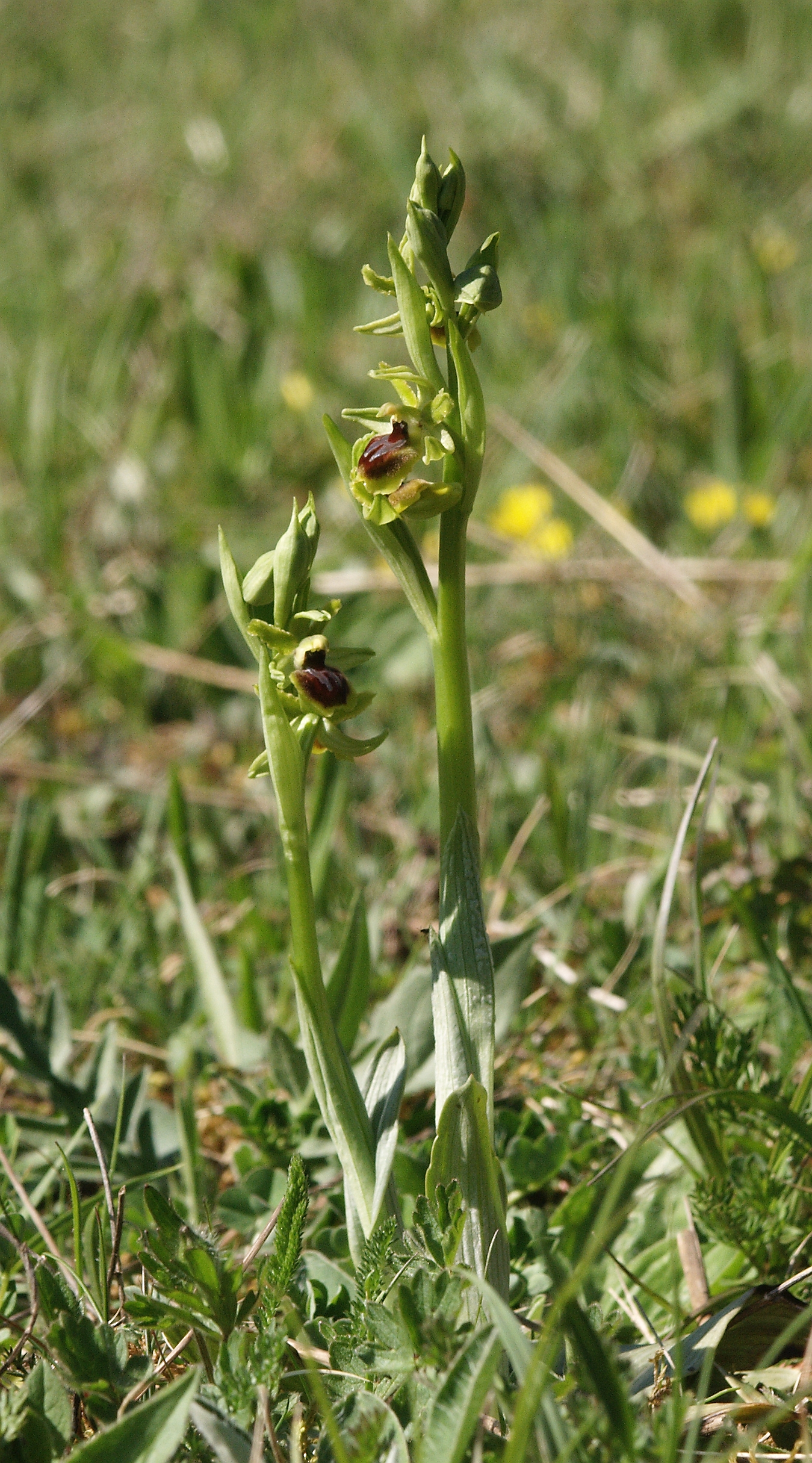
Ophrys araneola, inflorescencia.

Durante el verano estas orquídeas están durmientes como un bulbo subterráneo (tubérculo), que sirve como reserva de comida. Al final del verano-otoño desarrolla una roseta de hojas. También un nuevo tubérculo empieza a desarrollarse y madura hasta la siguiente primavera, mientras el viejo tubérculo muere lentamente. En la primavera el tallo floral empieza a desarrollarse, y durante la floración las hojas ya comienzan a marchitarse.
La mayoría de las orquídeas Ophrys dependen de un hongo simbionte, debido a esto desarrollan solo un par de pequeñas hojas alternas. No pueden ser trasplantadas debido a esta simbiosis. Las pequeñas hojas basales forman una roseta pegadas a ras de suelo. Son oblongo lanceoladas redondeadas sin identaciones tienen un color verde azulado. Se desarrollan en otoño y pueden sobrevivir las heladas del invierno.
La "ophrys pequeña araña" es una orquídea terrestre que tiene tubérculo subterráneo, globular y pequeño del cual sale el tallo floral erecto sencillo y sin ramificaciones. Es una de las primeras orquídeas en florecer en marzo. Las flores poseen un labelo de gran tamaño. El labelo tiene un color marrón oscuro con un cerco lineal por el borde de color amarillo pálido. Presentan un dibujo en forma de H. El labelo tiene tres lóbulos con los laterales que están vueltos hacia adelante con unos pelos finos y sedosos. El lóbulo mayor es redondeado abombado turgente.
Esta especie tiene dos sépalos iguales en tamaño y en consistencia de unos 7 mm de longitud y un color verde homogéneo igual que el tallo. Dos de los pétalos son iguales y de un verde pistacho. De dos a diez flores se desarrollan en el tallo floral con hojas basales. Las flores son únicas, no solo por su inusual belleza, gradación de color y formas excepcionales, sino también por su habilidad para atraer a los insectos. Su labelo imita en este caso al abdomen de una araña.
Esta sugestión visual sirve como reclamo íntimo. Esta polinización mímica está acrecentada al producir además la fragancia de la hembra del insecto en celo. Estas feromonas hacen que el insecto se acerque a investigar. Esto ocurre solamente en el periodo determinado en el que los machos están en celo y las hembras no han copulado aún. El insecto está tan excitado que empieza a copular con la flor. Esto se denomina "pseudocopulación", la firmeza, la suavidad, y los pelos aterciopelados del labelo, son los mayores incentivos, para que el insecto se introduzca en la flor. Las polinia se adhieren a la cabeza o al abdomen del insecto. Cuando vuelve a visitar otra flor los polinia golpean el estigma. Los filamentos de los polinia durante el transporte cambian de posición de tal manera que los céreos granos de polen puedan golpear al estigma, tal es el grado de refinamiento de la reproducción. Si los filamentos no toman la nueva posición los polinia podrían no haber fecundado la nueva orquídea.

## Hábitat
Esta especie monopodial de hábitos terrestres se distribuye por Europa y  Asia menor. Prefiere los suelos ricos en cal, húmedos o secos, al sol o en semisombra, como los prados calcáreos, monte bajo, los lados de los caminos, o bosques luminosos. En media montaña la especie se da en altitudes de hasta 1300m sobre el nivel del mar.

## Híbridos naturalesOphrys araneola
- Ophrys × apicula (O. insectifera × O. sphegodes ssp. araneola) (Europa)
- Ophrys × broeckii (O. arachnitiformis × O. araneola) (Europa)
- Ophrys × cascalesii (O. sphegodes ssp. araneola × O. passionis) (Francia)
- Ophrys × cortesii (O. incubacea × O. araneola) (Francia)
- Ophrys × duvigneaudiana (O. araneola × O. scolopax ssp. scolopax) (Francia)
- Ophrys × fabrei (O. araneola × O. aymoninii) (Francia)
- Ophrys × flavicans (O. araneola × O. bertolonii) (Francia)
- Ophrys × jacquetii (O. araneola × O. magniflora) (Francia)
- Ophrys × jeanpertii (O. araneola × O. sphegodes) (Francia)
- Ophrys × leguerrierae (O. lutea ssp. ? × O. araneola) (Francia)
- Ophrys × luizetii (O. apifera × O. sphegodes ssp. araneola) (Francia)
- Ophrys × neowalteri (O. bertolonii × O. sphegodes ssp. araneola) (Francia)

Etimología
Ver: Ophrys, Etimología
Del latín "araneola"="parecida a araña pequeña" refiriéndose a su labelo.
Ophrys se menciona por vez primera en el libro "Historia Natural" de Plinio el Viejo (23-79 AD).
Estas orquídeas se denominan "orquídeas pequeña araña" porque el labelo de las flores se asemeja al abdomen de las arañas.
Nombres comunesː
- Español: orquídea pequeña araña
- Alemán: Kleine Spinnenragwurz
- Francés: Ophrys petite araignée
- Inglés:  Small Spider Ophrys

Sinónimos
- Ophrys sphegodes subsp. litigiosa (E.G.Camus) Bech. 1925
- Ophrys sphegodes subsp. tommasinii (Vis.) Soó 1970
- Ophrys tommasinii Vis. 1851
- Ophrys litigiosa E.G.Camus 1896
- Ophrys sphegodes subsp. araneola (Rchb.) Lainz 1983
- Ophrys arachnifera var. araneola (Rchb.) Rchb.f. 1851